# Célia Lafitedupont
Célia Lafitedupont ist eine französische Filmeditorin.

## Leben
Lafitedupont ist seit Anfang der 2000er Jahre beim französischen Film tätig. Erfahrungen sammelte sie zunächst als Schnittassistentin von Filmeditoren wie Monique Dartonne, Laurence Briaud und Luc Barnier, über den sie so auch an dem Kassenschlager Willkommen bei den Sch’tis (2008) beteiligt war. Mit der Filmkomödie Deux vies … plus une aus dem Jahr 2007 trat Lafitedupont erstmals eigenverantwortlich als Filmeditorin in Erscheinung. Nach einer weiteren Filmkomödie, School’s Out – Schule war gestern (2008), betraute sie Xavier Giannoli mit dem Schnitt seines vierten Langfilms Der Retter (2009). Für ihre Arbeit an diesem Film über einen französischen Hochstapler erhielt Lafitedupont eine Nominierung für den César in der Kategorie Bester Schnitt.
Es folgten unter anderem Fanny Ardants Regiedebüt Asche und Blut (2009), Ardants Kurzfilm Chimères absentes (2010) sowie die auf dem gleichnamigen Theaterstück basierende Filmkomödie Der Vorname (2012), die 2018 eine deutsche Neuverfilmung nach sich zog. Für seinen Film Superstar (2012) mit Kad Merad und Cécile de France kam Giannoli erneut auf Lafitedupont als Filmeditorin zurück. Für Yvan Attal schnitt sie die Filmkomödien Die brillante Mademoiselle Neïla (2017) und Der Hund bleibt (2019). Auch bei Martin Bourboulons Dumas-Verfilmung Die drei Musketiere – D’Artagnan aus dem Jahr 2023 sorgte Lafitedupont für den Schnitt.

## Filmografie (Auswahl)
- 2007: Deux vies … plus une
- 2008: School’s Out – Schule war gestern (Nos 18 ans)
- 2008: Écrire pour un chanteur (TV-Serie, eine Folge)
- 2009: Der Retter (À l’origine)
- 2009: Asche und Blut (Cendres et sang)
- 2010: Bus Palladium
- 2010: Au bas de l’échelle (TV-Film)
- 2010: Chimères absentes (Kurzfilm)
- 2011: Pourquoi tu pleures?
- 2012: Der Vorname (Le Prénom)
- 2012: Superstar
- 2012: Rue Mandar
- 2013: 100% cachemire
- 2014: Un illustre inconnu
- 2015: Dein Wille geschehe (Ainsi soient-ils) (TV-Serie, vier Folgen)
- 2015: For This Is My Body
- 2017: Die brillante Mademoiselle Neïla (Le Brio)
- 2018: Das zweite Leben des Monsieur Alain (Un homme pressé)
- 2019: Der Hund bleibt (Mon chien Stupide)
- 2019: Das Beste kommt noch (Le Meilleur reste à venir)
- 2021: Envole-moi
- 2021: Kein Lebenszeichen (Disparu à jamais) (TV-Miniserie)
- 2022: Placés
- 2023: Die drei Musketiere – D’Artagnan (Les Trois Mousquetaires: D’Artagnan)
- 2024: Der Graf von Monte Christo (Le Comte de Monte Cristo)

## Auszeichnungen
- 2010: Nominierung für den César in der Kategorie Bester Schnitt für Der Retter
- 2025: Nominierung für den César in der Kategorie Bester Schnitt für Der Graf von Monte Christo